# Осин, Ян Валерьевич
Ян Вале́рьевич О́син (13 июля 1973, Псков) — российский классический и эстрадный певец (бас-баритон), композитор, педагог по вокалу. Заслуженный артист России (2007). Доцент МГИК. Фотохудожник, живописец. Член Профессионального Союза художников России (2015)
Почётный член Российской академии художеств (2018).

## Биография
Ян Осин в детстве окончил музыкальную школу (ДМШ № 3 им. Мусоргского), где был солистом хора.
Профессиональную деятельность начинал с церковного пения в Псковском Кафедральном Свято-Троицком Соборе, а затем — в храме св. блгв. князя Александра Невского. В это же время начал обучение вокалу у солиста Мариинского театра М. Н. Егорова.
В 1992 он становится солистом Псковского городского камерного хора (дирижёр Е. Смирнова), с которым выступал до 1999 г., солистом Псковской областной филармонии (1996—1998) и Псковского областного симфонического оркестра (1998—2001). Выступал во время торжественного празднования 200-летия А. С. Пушкина.

### Личная жизнь
Двое детей: сын Владимир (род. 25 сентября 1996 г.) и дочь Анастасия (род. 28 декабря 1998 г.).

### Образование
- 1990 — 1996 Окончил Псковский филиал Санкт-Петербургского государственного технического университета (Политехнический институт). Специальность — инженер-системотехник.
- 2003 — 2008 Российская академия музыки имени Гнесиных. Диплом с отличием. Специальность — оперный певец, педагог по вокалу. Педагоги: Артур Эйзен, Валентина Левко.

### Творческий путь

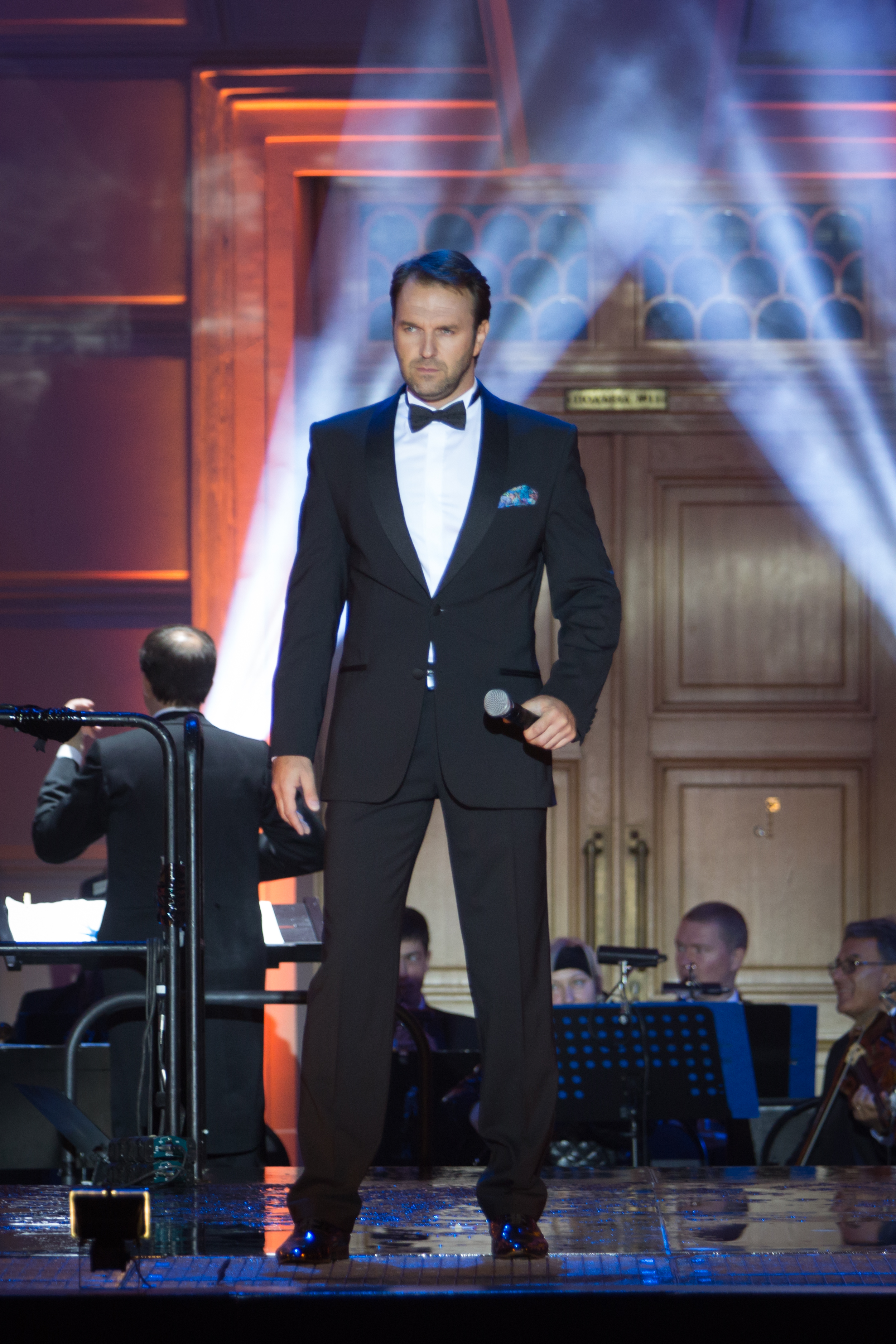
Ян Осин — Очи чёрные. Ко Дню города Москвы, 2015

Лауреат 1-го Всероссийского конкурса вокалистов им. Анастасии Вяльцевой в Брянске (1999 г.). Председатель жюри А. А. Ведерников вручил Яну Осину Гран-при.
Дипломант Международного фестиваля «Славянский базар» (2000 г.).
В Первых Всемирных Дельфийских Играх, которые прошли со 2 по 8 декабря 2000 года в Москве, занял второе место среди 35 участников из разных стран в номинации «Академическое пение» и получил серебряную медаль.
В 2001 году приглашён в Москву в качестве солиста Первого отдельного показательного оркестра Министерства обороны РФ (дирижёр — генерал-лейтенант В. Афанасьев).
С этого года даёт сольные концерты в Домском соборе Риги, в зале «Дзинтари» Юрмалы, Даугавпилсе, в Доме-музее Ф. И. Шаляпина в Москве, Большом зале Центрального музея Великой Отечественной войны на Поклонной горе и др.
В 2002—2009 годах солист «Ансамбля песни и пляски Воздушно-десантных войск Российской Федерации».
С 2003 — солист «Москонцерта».
6 февраля 2007 присвоено звание Заслуженного артиста России.
Постоянный участник концертов в Московской государственной консерватории им. П. И. Чайковского, на Красной площади в День России (2005, 2006, 2009, 2012 гг.),, в Гостином дворе, в зале Церковных Соборов Храма Христа Спасителя, в Государственном Кремлёвском дворце,, в Московском международном Доме музыки, Государственной Думе, Центральном выставочном зале «Манеж», в театре «Новая опера», Киноконцертном зале «Космос», ГЦКЗ «Россия» в Лужниках; в Санкт-Петербурге — БКЗ «Октябрьский», в ДК им. Ленсовета, на Дворцовой площади, Соборной площади Петропавловской крепости и городах России.
Ян Осин выступал на сценах Германии, Англии, Шотландии, Испании, Италии, Франции, Финляндии, Швеции, Дании, Австрии, Бельгии, Голландии, Канады, Израиля, Сербии и других стран. Участвовал в гастролях на Крайнем Севере и Дальнем Востоке.
С 2018 года педагог по вокалу — доцент Кафедры эстрадно-джазового пения в Московском государственном институте культуры.
В 2019 году принял участие в шоу «Один в один» на телеканале «Россия-1» и вышел в финал проекта, воплотив образ Иосифа Кобзона и исполнив «Песню о далёкой молодости».
Постоянный участник программы «Романтика романса» на телеканале «Культура».
Эксперт первых двух сезонов музыкального проекта «Ну-ка, все вместе!» на телеканале «Россия-1».

## Фотоработы и живопись

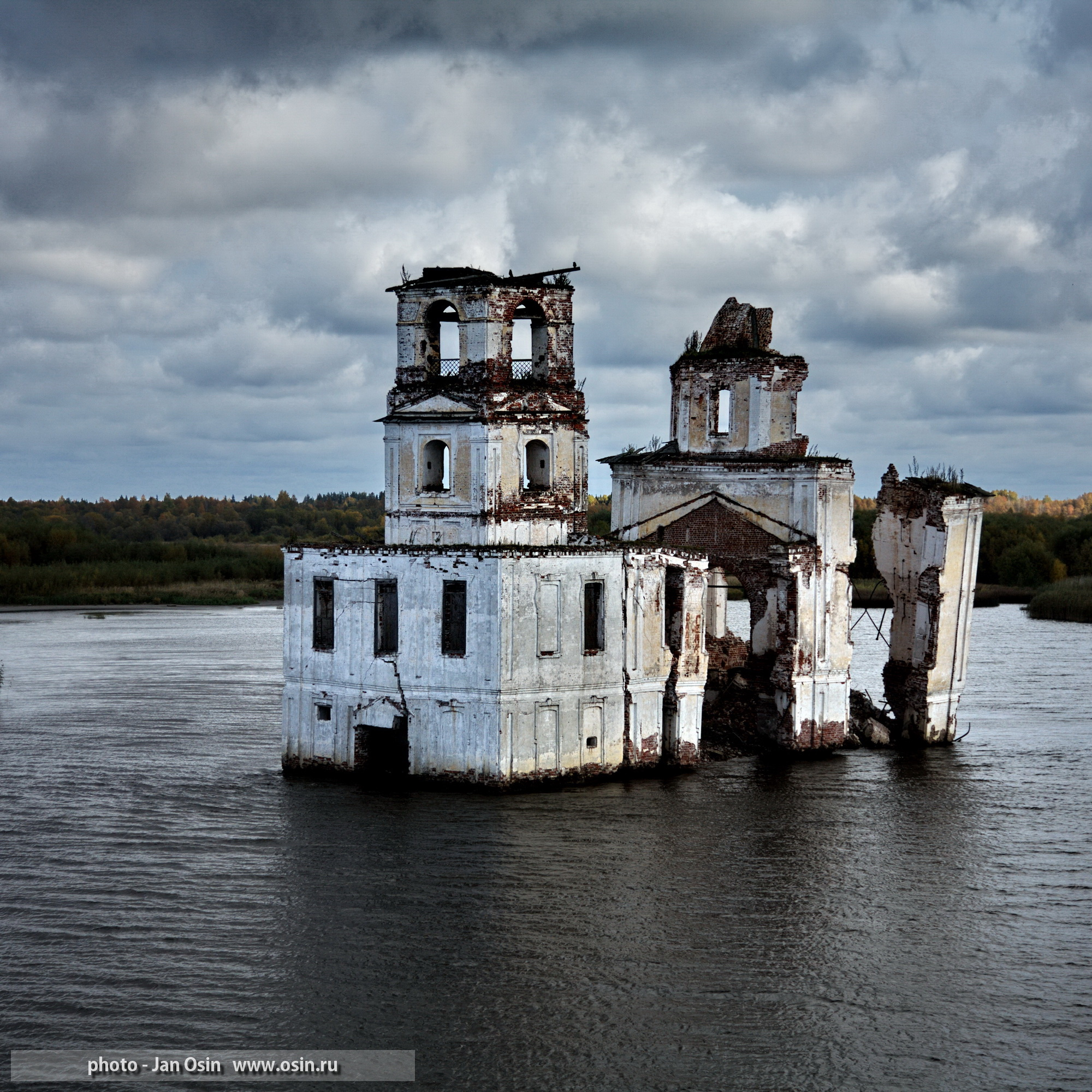
Авторское название: «Крохино. Затопленный храм в Рыбинском водохранилище». Фоторабота Яна Осина

Ян Осин увлекается фотографией, в том числе, с использованием 3D-технологии. При организации сольных концертов Ян Осин часто проводит и авторские фотовыставки с использованием 3D-технологии.
Стиль живописи — архитектурный пейзаж (реализм).

### Фотовыставки
- Москва 2010 (июль) Гостиный двор[источник не указан 1505 дней].
- Москва 2011 (июль) Царская башня Казанского вокзала — Галерея РЖД[11][12].
- Псков 2011 (июль) Государственный историко-художественный и архитектурный музей-заповедник[источник не указан 1505 дней].
- Париж 2012 (сентябрь) Российский центр науки и культуры в Париже[источник не указан 1505 дней].
- Москва 2012 (ноябрь) Русский национальный культурный центр имени св. Василия Великого[13].
- Пенза 2013 (май) Пензенская областная картинная галерея имени К. А. Савицкого.

С 2015 года — член Профессионального Союза художников России.
С 2018 — Почётный член Российской академии художеств.
С 2019 — Вице-президент, член президиума Международной академии современных искусств, председатель отделения искусства фотографии и мультимедиа.
С 2021 года — член Московского Союза Художников.

## Проект «Связь поколений»
Ян Осин возглавляет проект «Связь поколений», существующий с 2007 года и получивший благословение Святейшего Патриарха Московского и всея Руси Алексия II (декабрь, 2008). В рамках проекта регулярно проводятся концерты из цикла «Связь поколений».

## «Практическое пособие по церковному чтению»

Обложка 1-го тома пособия.

Ян Осин выпустил «Практическое пособие по церковному чтению». Пособие состоит из двух частей: аудиодиска с записями наиболее употребимых фрагментов богослужебных чтений и буклета с текстами, набранными церковно-славянским шрифтом. 
«Выбранная форма помогает не только слушать правильное чтение, но и следить по тексту, не просто учиться правильно читать самому, но и сравнивать своё чтение и запись на диске. Здесь представлено, как читать молитвы, как читать тропари, Псалтирь. Дано правильное ударение, правильное чёткое произношение каждого слова — всё это очень важно»,
 — отмечает председатель Издательского Совета Митрополит Калужский и Боровский Климент.
В основу пособия легли традиции чтения в старейших российских храмах и монастырях. Пособие получило гриф Издательского Совета Русской Православной Церкви: «Рекомендовано к публикации Издательским Советом РПЦ» ИС 12-124-2444. Пособие вышло в виде двух томов: в первом собраны богослужебные фрагменты; во второй вошли утренние и вечерние молитвы, а также Часы Св. Пасхи.

В 2022 году при поддержке Фонда «Православная инициатива» в качестве дополнения к Пособию вышли 12 передач о церковно-славянском языке и церковному чтению.

## Награды и почётные звания
- 6 февраля 2007 года — Заслуженный артист Российской Федерации[18].
- Золотая медаль конкурса АЕА-2016[19].